# Miltochrista roseata
Miltochrista roseata là một loài bướm đêm thuộc phân họ Arctiinae, họ Erebidae.